# Ōme, Tokyo
Ōme (青梅市 (Thanh Mai thị) Ōme-shi) là một thành phố thuộc ngoại ô Tokyo, Nhật Bản.

## Lịch sử
Thành phố được thành lập ngày 1 tháng 4 năm 1951 bởi sự kết hợp của ba làng nhỏ. Cái tên Ōme được lấy từ tên của thị trấn Ōme, nơi nổi tiếng với mai mơ Nhật Bản. Sau đó vào năm 1955, bốn làng nữa sáp nhập thành Ōme như ngày nay.

## Giáo dục
Các trường công lập trong thành phố:
- Trung học Norin  Lưu trữ ngày 18 tháng 12 năm 2008 tại Wayback Machine
- Trung học Ome Sogo  Lưu trữ ngày 23 tháng 2 năm 2008 tại Wayback Machine
- Trung học Tama  Lưu trữ ngày 18 tháng 12 năm 2019 tại Wayback Machine

## Đô thị giáp ranh
- Phía bắc:  Hannō (Saitama)
- Phía nam:  Hinode, Tokyo (Quận Nishitama) và Akiruno, Tokyo
- Phía đông nam: Hamura, Tokyo
- Phía đông: Iruma (Saitama)
- Phía tây: Okutama, Tokyo (Quận Nishitama)